# Осама (река)
Осама (исп. Río Ozama) — река на острове Гаити, протекает по территории Доминиканской республики. Длина реки — 150 км, площадь водосборного бассейна — 2797,8 км², по другим данным — 2847,15 или 3400 км². 
Осама начинается на восточных отрогах Центральной Кордильеры на высоте 420 м над уровнем моря. В верховьях течёт на север, затем сворачивает на восток и, в городе Дон-Хуан, на юг. Впадает в Карибское море в городе Санто-Доминго.
Плотность населения бассейна реки — 780 чел/км².
Именно в устье Осамы братом Христофора Колумба Бартоломео в 1498 году основано поселение, древнейшее в Новом Свете из основанных европейцами и существующее до настоящего времени. Ранее в этом месте индейцы ловили рыбу, а также выращивали маниок и ямс.
Сегодня река Осама сильно загрязнена, особенно в низовьях. Причина — расположенные на берегах трущобы без канализации и систем очистки, а также фабрики, сбрасывающие в реку свои отходы, в том числе и пластик.